# 타카하시 미나미 (성우)
타카하시 미나미(일본어: 高橋 未奈美/高橋 ミナミ 다카하시 미나미[*], 1990년 12월 20일 ~ )는 도쿄도 출신의 여성 성우이다.

## 경력
1990년　도쿄에서 태어났다.
2016년　'아이돌마스터 밀리언 라이브!'로바바 코노미역을 연기하고 성우 동료와　숙박 모임을 열고있다.

## 캐릭터
- 신장은 161cm[3]
- 영어와 독일어에 능통[3].
- 어린 시절에 해리 포터를보고 나서 마법사가되고 싶다고 생각했다.
- 취미　리듬 체조[3].

## 출연

### TV 애니메이션
2011년
- 사쿠라장의 애완 그녀 - 토끼